# Joan Figueras i Soler
Joan Figueras i Soler (Sabadell, 19 de juliol de 1863 - 21 d'agost de 1921) fou un pintor català. Va fundar l'Acadèmia de Belles Arts de Sabadell, juntament amb Joan Vila i Cinca i Ramon Quer l'any 1880. Era el pare del pintor Joan Figueras Creuheras.

## Biografia
Figueras fou un autodidacte. Amb l'ajuda de Ramon Quer, el 1879 anà assíduament al taller de Tomàs Moragas, seguidor de Marià Fortuny. Allà va conèixer Joan Vila i Cinca i Santiago Rusiñol. El 1880 participà en l'Exposició de Belles Arts del Centre Artístic d'Olot i fundà l'Acadèmia de Belles Arts de Sabadell amb Ramon Quer i J. Vila i Cinca. L'any següent participà activament en la primera exposició que va organitzar aquesta entitat. Igualment, va participar en l'exposició de l'any 1887 a l'Ateneu Sabadellenc, amb les obres Calle de S. Juan de las Abadesas, Paisage de S. Quirse Safajes i Apunte de San Pedro de Tarrasa.
Figura també entre els artistes sabadellencs que el 1882 van participar en l'Exposició de Belles Arts de Girona, on va mostrar un estudi de cap, una marina i una vista de les rodalies de Camprodon.
Figura entre els artistes que l'any 1915 van participar en la contraexposició de caràcter acadèmic que l'Acadèmia de Belles Arts de Sabadell va organitzar a l'antic teatre de la Lliga Regionalista, com a resposta i confrontació amb les idees de l'exposició Art Nou Català que simultàniament es presentava a la ciutat.
Exposà a Girona, Olot i Sabadell, però es va haver d'incorporar al negoci familiar i la seva producció artística va minvar. Finalment, el 1921 va deixar l'empresa al seu fill amb la intenció de reprendre la pintura a la Garrotxa, però el va sorprendre la mort a l'edat de 57 anys.
Va pintar sobretot paisatges, d'una gran correcció, d'entre els quals cal mencionar la sèrie que va fer durant el seu viatge per Alemanya i Holanda, que hom ha comparat amb els del pintor francès Jean-Baptiste Camille Corot.
El Museu d'Art de Sabadell conserva obra seva, una part de la qual va donar el seu fill, Joan Figueras Creuheras, l'any 1978.

## Exposicions
- 1880. Exposició de Belles Arts del Centre Artístic d'Olot.
- 1881. Primera exposició de l'Acadèmia de Belles Arts de Sabadell.[8]
- 1881. Exposició de Belles Arts del Centre Artístic d'Olot.
- 1882. Exposició de Belles Arts del Centre Artístic d'Olot.
- 1882. Exposició de Belles Arts de Girona.
- 1915. Exposició 1915. Acadèmia de Belles Arts de Sabadell, antic teatre Lliga Regionalista de Sabadell.[9]
- 1928. Acadèmia de Belles Arts de Sabadell (pòstuma).[10]